# 多洛雷斯 (托利馬省)

多洛雷斯是哥倫比亞的城鎮，位於該國中西部，由托利馬省負責管轄，始建於1700年1月17日，面積796平方公里，海拔高度1,506米，主要經濟活動有種植咖啡和畜牧業，2005年人口5,636。
3°40′N 74°45′W / 3.667°N 74.750°W